# Nick Zimmermann
Nick Zimmermann (født 30. august 1994) er en dansk politiker. Ved folketingsvalget 2022 blev han valgt ind for Dansk Folkeparti med 1.039 personlige stemmer i Østjyllands Storkreds.
Zimmermann har en uddannelse som lager- og logistikoperatør fra Aarhus Tech afsluttet 2015. Efter kommunalvalget 2017 blev han byrådsmedlem i Randers Kommune i 2018. Han blev genvalgt ved kommunalvalget 2021 med 990 personlige stemmer.